# 卡拉什尼基 (科澤利希納區)
49°5′11″N 33°51′34″E / 49.08639°N 33.85944°E
卡拉什尼基（烏克蘭語：Калашники ）是烏克蘭中部的村莊，隸屬波爾塔瓦州的克雷門丘克區。該村分別距離亞歷山德里亞1公里和科別利亞喬克2.5公里，海拔高度83米，2001年人口87。